# 藤本聖名子
藤本 聖名子（ふじもと みなこ、本名：斉藤 美弥子、1970年1月9日 - ）は、日本の元AV女優・元女優。

## 略歴
福島県福島市出身。高校時代は陸上部に所属し中・長距離走で活躍、本気でオリンピックを目指していたと言い、当時の県内記録保持者であった。その陸上で鍛えられた脚の長さと脚線美は業界一と噂された。
高校2年生の時、オーディション雑誌を見て応募、高校卒業と同時に上京する。にっかつが“ロッポニカ”と称した一般映画路線を標榜した時期に行った「ほほえみマドンナコンテスト」に入賞。1988年、同じコンテストの他の入賞者と共に、一般映画「ひぃ・ふぅ・みぃ」でデビュー。
その後、雑誌のグラビアでヌードを披露し、さらにAV女優に転身する。1990年の朝日新聞（9月21日 夕刊）の『現代人物誌』というコラムで取り上げられ、AVへ転身した理由を「有名になるステップになるならという気持ち、将来、寅さんのマドンナ役をやれるような女優になりたい。」と語っている。
『すばらしき仲間2』（1991年4月14日放送、TBS）の私がAV女優になった本当の理由という企画でも取り上げられる。
1991年度の共同石油のカレンダーガールに採用され、話題を呼んだ。
1991年9月には記者会見を行い、ストリッパーとして華々しくデビューすることが発表され、ヌードミュージカル『スーパー・イメージ'91 ミッドナイト・ダンシング』と称して浅草ロック座など全国5か所を回るツアーを行った。
趣味はジョギング、陸上の他は水泳が得意である。尊敬する人はカール・ルイス。
AV引退後は芸名を「大原牧祐（おおはら まゆ）」に変え、一般映画などに出演した。

## 出演作品

### イメージビデオ
- 純愛（1989年、サクセス）
- ミッドナイト・ダンシング（1992年、ヴェスコインターナショナル）
- SUPER LINGERIE 18（1992年、英知出版）他、雨宮麻衣子、夏観ありさ、角南ゆかり、稀崎優、小峰佳世
- ロック座の天使たち 熱くて妖しい女たち（1993年、倉美エンタテイメント）他、牧野かなり、北岡錦、沢口梨々子、小林里穂、亜梨子、蘭錦

### アダルトビデオ
撮りおろし作品
- 人魚伝説 き・ら・め・き（1990年2月13日、笠倉出版社）
- 狂わせてトゥナイト 絶叫シンデレラ（1990年5月26日、h.m.p）
- 瞳にうつったyou（1990年2月22日、シェール）
- 淫魚姫（1990年3月17日、h.m.p）
- メイクラブは終わらない 瞳にうつったyou 2（1990年4月10日、シェール）
- 絶叫ダンシング（1990年7月10日、h.m.p）
- いそキンチャク お嬢さまの身の下相談（1990年8月11日、h.m.p）
- FUCK・トゥ・ザ・ティーチャー 2（1990年9月16日、h.m.p）
- 新・恥骨の森（1990年10月4日、h.m.p）
- エロのヴィーナス 淫媚テーション（1990年11月17日、h.m.p）
- 若奥様・聖名子 夫の目の前で…（1990年12月12日、h.m.p）
- 性鬼・聖名子（1991年3月30日、h.m.p）
- 獣妻 聖名子（1991年5月25日、h.m.p）
- 野獣性欲 アニマル・エクスタシー（1991年7月16日、h.m.p）
- ぶっちぎりレイプ 異常快感（1991年8月25日、h.m.p）
- 口全ワイセツ 9（1991年11月21日、h.m.p）
- 禁姦色 3 義姉・聖名子（1991年12月17日、h.m.p）
- ワイセツ器官 超合体FUCK（1991年、h.m.p）
- 失神レイプ 白衣のいけにえ（1991年、h.m.p）
- 女房犯してどーするつもり!?聖名子の家庭内FUCK（1991年、h.m.p）
- 狂わずにはいられない（1991年、h.m.p）
- 灼熱のラブゲーム（1991年11月、ピラミッド社）
- レイプショック 落とし穴は濡れていた（1992年7月31日、h.m.p）…共演：伊藤真紀
- Thank YOU!!（1992年、ヴェスコインターナショナル）
- 聖名子・危機10発（1992年、コロナ社）
- 監禁レイプ 24 藤本聖名子（1992年、コロナ社）
- 素顔の挑発 聖名子が、ここまで遂にした!!（1992年、コロナ社）
- 悪女(わる)（1992年、コロナ社）

### オリジナルビデオ
- 女囚さそり 殺人予告（1991年、東映ビデオ）
- ザ・忍者ウォリアーズ くノ一戦士（1991年、松竹）
- エッチでハッピー ピン!ピン!ピン!（1991年、JVT）
- ファッションヘルス物語（1991年、大映）
- ハートブレイクは昨日まで（1991年、東芝映像ソフト）
- ザ・ヒットマン 血はバラの匂い（1991年、東映）
- 突風!ミニパト隊 アイ キャッチ ジャンクション（1991年、ジャパンホームビデオ）
- ヤンキー愚連隊 なんぼのもんじゃい!（1991年、大映）
- 一発逆転!!爆走トラッカー軍団（1992年、ソフトガレージ）
- ホラーハウスVol.2 夢邪鬼 醒めない悪夢（1992年、k・kタイリク）
- 冒険してもいい頃2（1993年、ソフトガレージ）
- のぞき事件簿 盗み撮り!美女痴態（1996年8月23日、SEN PLANNNING）大原牧佑名義
- 幻魔殺法帖　新撰組秘抄（1997年、大映）大原牧祐名義

### 一般映画
- ひぃ・ふぅ・みぃ（1988年9月23日、にっかつ）高宮文役
- 乙女物語 お嬢様危機イッパツ!（1990年12月8日公開、バンダイ）上高地穂高役
- モンゴリアン・バーベキュー（1990年12月14日公開、バンダイ）アキちゃん役
- 修羅の伝説（1992年1月15日公開、東映）中川真由美役
- 女飼い（1996年9月7日、ビームエンタテインメント）大原牧佑名義、藤江真沙美役

### ピンク映画
- 女医・聖名子 私をベッドに連れてって（1992年、エクセス）『熟女藤本聖名子 悶絶色狂い』

### テレビドラマ
- エロス・なす娘（1991年8月21日、関西テレビ）
- 熱海温泉旅館殺人事件（1991年、TBS熱海温泉旅館殺人事件）
- スキャンダル（1993年6月29日〜8月6日、フジテレビ）

### 写真集
- フレッシュスコラ4 藤本聖名子写真集（1988年、スコラ）- 撮影：平地勲
- あぶない誘惑 SEXY CINDERELLA（1990年2月、TIS）- 撮影：谷口征
- Erotic Doll 快感遊戯（1990年11月、TIS） - 撮影：高橋生建
- Paradeisos はらいそ（1991年11月、英知出版）- 撮影：小沢忠恭
- The Passionate Body Talk 灼熱のボディトーク（1992年3月20日、大陸書房）
- 女教師パンチラ淫ら指導（1992年3月、マドンナ社）- 撮影：光本光穂
- EGOIST（1993年3月、ぶんか社）- 撮影：高橋生建
- バスト・コンシャス（1993年4月、司書房）- 4名による作品